# Spencer (Tennessee)
Spencer è un comune degli Stati Uniti d'America, situato nello Stato del Tennessee, nella Contea di Van Buren, della quale è il capoluogo.